# 2019年湖南省祁东县强奸少女案
2019年祁东县强奸少女案是一起涉及11岁女学生的强奸案。六名男子被控于2019年9月28日至10月6日于湖南省祁东县的金樽KTV强奸女学生。

## 事件
2019年9月28日17时，周某婕遭到洪桥镇第一中学同年级不同班的同学王某茜以辅导作业为由从家中骗走带至祁东县“金樽KTV”。之后的9天，张怡、陈某升、周某云等人以“控制、恐吓、威胁”等手段，迫使周某婕“谎报年龄”给男性陪酒和伴唱, 并被多人性侵。
11月18日，受害女生父亲周先生在网上发帖求助，说自己“走投无路，跪求大家转发……祁东县检察院为这些有权、有势、有钱的犯罪分子充当保护伞编造理由脱罪暂放，将这些禽兽般的犯罪分子放归社会逍遥法外”，告知网友自己未成年的女儿遭到多名男子诱骗之后强奸，他报案后，强奸其女儿的男子被抓获，但当地检察院未进行批捕。
周先生报案之后，祁东县公安局立案，把大部分犯罪嫌疑人抓获，但是祁东县人民检察院以小周的年龄存疑、案件犯罪事实不清等理由，没有对犯罪嫌疑人进行批捕。
经长沙市某医院精神科诊断，目前周某婕患有“创伤后应急障碍”。

## 诉讼
受害人：周某婕，2007年12月24日出生，洪桥镇第一中学的女学生。
被告人：
- 周某名[4]
- 刘某翔[4]
- 王某：王文，祁东县太和堂农商银行行长。[1][4]
- 邹某：邹忠，祁东县人社局干部，父亲是退休干部，由政入商，成为当地房地产商人。[1][4]
- 蒋某兵[4]
- 周某云[4]

## 当地腐败问题
根据受害人父亲周某的帖子“陈姐”“蛤蟆”两人长期在祁东县赚着伤天害理的钱，新京报署名“任然”的文章质问这种介绍未成年人在中华人民共和国卖淫存在了多久时间，对当地政府“毫不知情”是不是保护伞。

## 舆论
事件令中国大陆性暴力问题引起关注。中华全国妇女联合会权益部有关负责人受采访时说：“我们强烈谴责这一道德沦丧的犯罪行为，呼吁司法机关尽快查清事实，依法严惩！保障受害女孩的合法权益！”
网友在各新闻网站相关文章评论区猛烈批判中国共产党统治下中国官场官官相护腐败问题和中国社会糜烂问题。